# Antonio Macko Todisco
Antonio Todisco, detto Macko (Monopoli, 1980), è un artista italiano premiato a livello internazionale per i suoi tatuaggi in stile chicano e black 'n' grey.

## Biografia e carriera
Antonio Macko Todisco studia al liceo artistico "De Nittis" di Bari quando nel 1994, durante il suo primo viaggio a Los Angeles, entra in contatto con la cultura chicana della bassa California, che influenzerà la sua arte negli anni a venire. Lì ha la possibilità di osservare da vicino la street art lowrider e le tecniche di lettering dei graffiti chicani. Si laurea in scultura all'Accademia di belle arti di Firenze nel 1999.

### Tattoo
Nel 2003, durante un viaggio in Thailandia, acquista la sua prima macchinetta per tattoo. Da allora si dedica completamente ad apprendere tale arte. Si specializza nello stile black 'n' grey e, in particolare, nel tatuaggio chicano e adotta come nome d'arte il soprannome di gioventù Macko. Nel 2004 apre il suo primo tattoo shop nella città natale, Monopoli, a cui seguiranno altre due sedi, una a Bari (2017) e l'altra a Roma (2017), dando inizio ad un franchising di tattoo shop. Dal 2009 al 2015 è socio dello studio Milano City Ink ed è co-protagonista del programma TV Milano City Tattoo su DMAX. Dal 2012 al 2019 partecipa a convention internazionali, prima come concorrente, vincendo vari premi, e successivamente come giudice ai tattoo show di Londra, Roma, Hong Kong, Taiwan e Mosca. Nel 2018 ha fondato un'accademia per tatuatori a Monopoli, dove vive e prosegue con la sua attività di tatuatore.

### Pittura e disegno
Parallelamente all'attività di tatuaggio, Antonio Macko Todisco è un disegnatore e pittore prolifico. Ha pubblicato tre raccolte di disegni e due suoi dipinti hanno preso parte ad esposizioni internazionali. L'olio su tela Jenny è stato esposto nel 2014 alla Somerset House di Londra nella collezione temporanea Time: tattoo art today'. Denise, acrilico su tavola, è stato esposto nel 2019 al San Diego Convention Center in occasione dell’esibizione temporanea The Legacy Show.

## Premi
- 2012 - International Tattoo Expo, Roma[7], 1º classificato come "Best of the show"
- 2012 - International Tattoo Expo, Roma, 2º classificato come "Best Black and Grey"
- 2012 - Summer Ink Fest Genk, Genk, 1º classificato come "Best Black and Grey"
- 2012 - Summer Ink Fest Genk, Genk, 2º classificato come "Best Black ‘n’ Grey"
- 2012 - London Tattoo Convention, Londra, 1º classificato come "Best Black and Grey"
- 2013 - International Tattoo Expo, Roma, 3º classificato come "Best of the day - Sunday"
- 2013 - London Tattoo Convention, Londra, 1º classificato come "Best of the show"
- 2014 - Le mondial du tatouage, Parigi, 2º classificato come "Best Black and Grey"
- 2014 - Tattoo Expo, Napoli, 2º classificato come "Best big tattoo"
- 2014 - London Tattoo Convention, Londra, 3º classificato come "Best of the day - Saturday"
- 2015 - London Tattoo Convention, Londra, 2º classificato come "Best Black and Grey"
- 2015 – New York City Tattoo Convention, New York, 1º classificato come "Best tattoo of the day"

## Mostre
- 2014 - Time: tattoo art today, Somerset House Museum, Londra
- 2019 - The Legacy Show, Convention Center, San Diego

## Opere pubblicate
- Antonio Macko Todisco, Macko Tattoo flash book 1.0, autoprodotto, 2009
- Antonio Macko Todisco, Macko Tattoo flash book 2.0, autoprodotto, 2011
- Antonio Macko Todisco, Simone Web Bianchi, Nothing but a G thang, autoprodotto, 2020

## Televisione
- Milano City Tattoo, DMAX (2012, 2013)